# 倉知玲鳳
倉知 玲鳳（くらち れお、1997年5月22日 - ）は、日本の女性声優。埼玉県出身。

## 略歴
幼少期はピアノやエレクトーンを学んでおり、小学校から高校まではチアダンスを習っていた。
2016年9月に開催された「株式会社S第三回新人オーディション」を経て株式会社Sの所属となった。
2017年8月に「蒼き雷霆ガンヴォルト」Nintendo Switchストライカーパック特典ドラマCDにて声優デビュー。
2018年より「BanG Dream!（バンドリ！）」プロジェクト内バンドRAISE A SUILENのキーボーディストとして活動しており、2019年1月より放送開始の「BanG Dream! 2nd Season」でRAISE A SUILENのキーボード担当、パレオ役としてテレビアニメ初出演を果たした。
また、同年2月21日から23日にかけて行われた「BanG Dream! 7th☆LIVE Day2・Genesis」にて日本武道館でRAISE A SUILENとしてライブを行った。
2019年11月7日より、公式LINEが開設。同時にブログの更新もメインはLINE BLOGからとなった。
2024年7月1日に、株式会社アリア・エンターテイメントを退所し、フリーランスとなったことを自身のXにて報告した。 

## 人物
- 好きな食べ物は甘酒とキャベツ[8]。
- 「くまち」というくまのぬいぐるみを溺愛[9]しており、RAISE A SUILENのRADIO R・I・O・Tの楽屋裏トークに度々登場する。
- 『玲鳳』という名前は、「男の子として生まれてきたときにつける予定だった名前」で、母親が命名者である。[10]
- 『BanG Dream!』で共演している前島亜美とは小学校・中学校時代の同級生である[11]。

## 出演
太字はメインキャラクター。

### テレビアニメ
2019年
- BanG Dream!（パレオ、女子） - 2シリーズ + 1作品

2020年
- BanG Dream! ガルパ☆ピコ 〜大盛り〜 / ふぃーばー！（パレオ） - 2シリーズ
- D4DJ（2020年 - 2023年、清水絵空） - 2シリーズ

2021年
- ぷっちみく♪ D4DJ Petit Mix（清水絵空、メカ清水絵空）

2022年
- 八十亀ちゃんかんさつにっき 4さつめ（朝霞きぃな）
- ミニ豆ちゃん（スマホ音声、ナビ、タイムカード、着信音） - 3シリーズ

2023年
- 聖剣学院の魔剣使い（レーナ・ダークリーフ、ユーディス）

2024年
- ひとりぼっちの異世界攻略（新体操部っ娘）

2025年
- ぬきたし THE ANIMATION（モブ）

### 劇場アニメ
- BanG Dream! FILM LIVE 2nd Stage（2021年、パレオ[22]）
- 劇場版 BanG Dream! ぽっぴん'どりーむ!（2022年、パレオ）
- 劇場版IDOL舞SHOW（2022年、星野しほ[23]）
- 大室家（2024年、小川こころ[24]） - 2作品[一覧 4]

### Webアニメ
- 少女☆寸劇 オールスタァライト（2019年、夢大路文[25]）

### ゲーム
2017年
- ファンタジードライブ（九尾、イザナミ）
- 麻雀 闘牌コロシアム（ケイ）

2018年
- ルナクロニクルR（リンリン、リオナ）
- 少女☆歌劇 レヴュースタァライト -Re LIVE-（2018年 - 2023年、夢大路文、パレオ）
- 九州三国志（大喬）
- リング☆ドリーム 女子プロレス大戦（卯月メイ）

2019年
- 天空のクラフトフリート（メティル）
- Guns of Soul2（マリー）
- 妖怪正伝〜もののけ山海経〜（青衣姫）

2020年
- にゃんグリラ（ベル、ミルク）
- バンドリ！ ガールズバンドパーティ（2020年 - 2023年、パレオ）
- 少女とドラゴン（エレノア、サロメ、リリアンヌ、アラ）
- D4DJ Groovy Mix（2020年 - 2023年、清水絵空）
- 共闘ことばRPG コトダマン（ンメ）

2021年
- ツユチル・レター〜海と栞に雨音を〜（倉橋海琴）
- ひめがみ神楽（恵比寿、長耳定光仙）
- クラッシュフィーバー（マルコ・ポーロ）

2022年
- DeEternity（探索者）

2023年
- トワツガイ（2023年 - 2024年、副司令）
- R2BEAT（マリー）
- イースX -NORDICS-（ギーラ）
- 螺旋麗嬢スパイラルお嬢様 超髪のマキナ（マキナ）

2024年
- ファンポップリズムステージ～Aim for the♡～（星来カリン）
- カルドアンシェル（水鏡環）
- 精霊機フレイリート（水鏡環）

### ドラマCD
- Nintendo Switch 蒼き雷霆ガンヴォルト ストライカーパック 特典ドラマCD（2017年、旗乃[2]）
- IDOL舞SHOW エピソードZERO(2020年、星野しほ[49]）

### 吹き替え

#### 映画
- 赤毛のアン 初恋（ミニー）
- 赤毛のアン 卒業（女生徒）
- デューン・サバイバー 砂の惑星（スーシー）

#### ドラマ
- FREAKISH（チアリーダー）
- ベルサイユ（女生5）
- アンブレイカブル・キミー・シュミット シーズン4（アン）
- パニッシャー シーズン2（女生徒3）
- キャンプ・キキワカ（カイル）
- Are You Afraid of the Dark？（アキコ）

#### アニメ
- スーパーヒーロー・パンツマン（アイスクリームの少女）

### 舞台
- 劇団東京都鈴木区「魂殻少女〜こんがらガール〜」（2018年8月21日 - 8月26日、中野スタジオあくとれ）小松菜アスミ 役[50][51]
- 初等教育ロイヤル（2019年5月29日 - 31日、全労済ホール スペース・ゼロ / 2019年6月20日、大阪 ABCホール）4年生3番 木村さん 役[52]
- We are RAISE A SUILEN〜BanG Dream! The Stage〜（2020年7月15日 - 19日、天王洲 銀河劇場）パレオ 役[53][54]
- ハンズアップ（2020年11月18 日23 日、シアター1010）佐知川幸子 役
- 春風外伝2021（2021年10月21日～25日、新国立劇場 中劇場）梅奴 役
- 少女☆歌劇 レヴュースタァライト -The LIVE エーデル- Delight（2022年2月18日 - 27日、天王洲 銀河劇場） - 夢大路文 役[55]
  - 少女☆歌劇 レヴュースタァライト -Re LIVE- Reading Theatre 第1弾「田中ゆゆ子の古典落語劇場」（2022年6月5日、飛行船シアター）[56]
  - 少女☆歌劇 レヴュースタァライト -The STAGE 中等部- Regalia（2022年10月14日 - 24日、飛行船シアター） - 日替わりゲスト[57]
  - 少女☆歌劇 レヴュースタァライト -Re LIVE- Reading Theatre 第三弾「ロイヤルリテイナー」（2023年4月1日、科学技術館　サイエンスホール）[58]
  - 少女☆歌劇 レヴュースタァライト -Re LIVE- Reading Theatre 第五弾「あやかし見廻り浪漫譚」（2025年2月22日・23日、飛行船シアター）[59]
- 舞台『トワツガイ』（2023年6月16日 - 25日、サンシャイン劇場）- 副司令 役 [60]
  - 舞台『トワツガイ Ⅱ』（2024年7月18日 - 23日、大手町三井ホール）[61]
- 桜花浪漫堂 朗読劇「人間失格・紅」（2023年12月8日 - 11日、飛行船シアター） - シヅ子 役（小原莉子とダブルキャスト）[62]
- 宮沢賢治朗読短編集「注文の多い料理店」（2024年1月10日 - 14日、浅草九劇）[63]
- 舞台『ロッカールームに眠る僕の知らない戦争』（2024年2月2日 - 4日、草月ホール）[64] - 樺 役[65]
- 音楽朗読劇『刻音』（2024年3月24日、科学技術館サイエンスホール）- 朝比奈奏 役[66]
- 朗読劇「ザーフィラ陛下と黒と白」（2024年4月27日 - 28日、全電通労働会館[67]） - ザーフィラ役[68]
- 舞台『タタラの唄姫』（2025年7月19日 - 27日、シアター・アルファ東京） - 美山玲 役[69]

### ラジオ
※はインターネット配信。
- 恵王エルのめざせ！三冠らじお（2018年、恵王エル公式サイト内※）
- RAISE A SUILENのRADIO R・I・O・T（2019年 - 、HiBiKi Radio Station※）[70]
- 恵王エルのススメ！三冠らじお（2019年、ラジオ関西）[71]
- 恵王エルのススメ！三冠らじお シーズン2（2020年、ラジオ関西）
- Peaky P-keyのだいたい10分ラジオ（2024年 - 、YouTube※）[72]

### イベント
RAISE A SUILENでの活動については「ライブ・コンサート（RAISE A SUILEN）」を参照
- 秋のアニソン祭り 2017!〜マクロス35周年を勝手に祝おう!〜(2017年11月24日、大塚Welcome back)
- ARIA冬祭り2017 × S冬祭り2017 (2017年12月29日、東京国際フォーラム)
- ガルパライブ＆ガルパーティ！in東京 (2018年1月13日・14日、東京ビッグサイト)
- 三陸コネクトフェスティバル 2018(2018年2月11日・12日、大槌町)
- ブシロード DJ LIVE (2018年12月30日、渋谷VISION)
- 三陸コネクトフェスティバル 2019(2019年3月30日・31日、大槌町)
- ブシロード DJ LIVE Vol.2 (2019年4月5日、新木場STUDIO COAST)
- バンドリ！ライブ映像応援上映会(2019年5月16日、舞浜アンフィシアター)
- NO GIRL NO CRY 直前トークステージ DAY1(2019年5月18日、舞浜アンフィシアター)
- D4DJ 1st LIVE DAY1 (2019年7月20日、幕張メッセ国際展示場1ホール)
- Galaxy×バンドリ！ガールズバンドパーティ！スペシャルステージ(2019年12月14日、Galaxy Harajuku)
- ウタヒメドリーム 1st ライブ 〜あなたは最古参〜（2023年11月19日、飛行船シアター）[73]
- ウタヒメドリーム 1周年記念2ndライブ『見たいの満天のペンライト』（2024年6月9日、飛行船シアター）[74]
- ANIMAX presents「ウタヒメドリーム」史上最大の3rdライブ～超重大発表を現地で皆様と～supported by Lemino（2025年2月24日、豊洲PIT）[75]

### その他コンテンツ
- 『競馬道OnLine』イメージキャラクター（2018年、恵王エル[76]）
- 音楽バトルプロジェクト『IDOL舞SHOW』（2019年、星野しほ[77]）
- ウタヒメドリーム（2023年、萩原ひまわり[78]）
- 『トワツガイ Fans』ストーリー（2024年 - 2025年、副司令[79]）
- パチスロ L D4DJ Pachi-Slot Mix（2024年、清水絵空[80]）

## ディスコグラフィ

### キャラクターソング
| 発売日   | 商品名                                                                                                 | 歌 | 楽曲 | 備考 |
| 2019年   | 2019年                                                                                                 | 2019年 | 2019年 | 2019年 |
| -------- | --- | --- | --- | --- |
| 5月22日  | 蝶になってみませんか                                                                                   | 凛明館女学校 | 「蝶になってみませんか」 「ディスカバリー！」 | ゲーム『少女☆歌劇 レヴュースタァライト -Re LIVE-』関連曲                                                                        |
| 5月22日  | 蝶になってみませんか                                                                                   | 夢大路文（倉知玲鳳）、秋風塁（紡木吏佐）                                                                          | 「鬼紅忍絵巻 -おにくれないにんえまき-」 | ゲーム『少女☆歌劇 レヴュースタァライト -Re LIVE-』関連曲                                                                        |
| 10月16日 | 少女☆歌劇 レヴュースタァライト レヴューアルバム ラ・レヴュー・エターナル                               | 西條クロディーヌ（相羽あいな）、夢大路栞（遠野ひかる）、夢大路文（倉知玲鳳）                                      | 「ゼウスの仲裁」 | ゲーム『少女☆歌劇 レヴュースタァライト -Re LIVE-』関連曲                                                                        |
| 12月20日 | K.O!Yell                                                                                               | 恵王エル（倉知玲鳳）                                                                                              | 「K.O! Yell」 | 『競馬道OnLine』関連曲 |
| 2020年   | | | | |
| 1月8日   | Truth or Dare                                                                                          | NO PRINCESS | 「Truth or Dare」 「Whatever!」 | 『IDOL舞SHOW』関連曲 |
| 1月8日   | Truth or Dare 通常盤                                                                                   | NO PRINCESS、三日月眼、X-UC                                                                                       | 「SENRAN!アイドル天下道へ」 | 『IDOL舞SHOW』関連曲 |
| 1月29日  | Dig Delight! Aver.                                                                                     | Peaky P-key | 「電乱★カウントダウン」 | 『D4DJ』関連曲 |
| 4月22日  | Direct Drive!                                                                                          | Peaky P-key | 「Let's do the 'Big-Bang!'」 | 『D4DJ』関連曲 |
| 6月24日  | Cosmic CoaSTAR                                                                                         | Peaky P-key | 「Gonna be right」 | 『D4DJ』関連曲 |
| 10月7日  | MUST BE GOING!                                                                                         | NO PRINCESS | 「MUST BE GOING!」 「Unlimited-Dance」 | 『IDOL舞SHOW』関連曲 |
| 2021年   | | | | |
| 1月6日   | 最頂点Peaky&Peaky!!                                                                                    | Peaky P-key | 「最頂点Peaky&Peaky!!」 「Wish You Luck」 | 『D4DJ』関連曲 |
| 1月20日  | D4DJ Groovy Mix カバートラックス vol.1                                                                 | Peaky P-key | 「マジLOVE1000%」 「JUST COMMUNICATION」 | ゲーム『D4DJ Groovy Mix』関連曲                                                                                                 |
| 2月24日  | ぐるぐるDJ TURN!!                                                                                      | D4DJ ALL STARS | 「LOVE!HUG!GROOVY!!」 | ゲーム『D4DJ Groovy Mix』主題歌                                                                                                 |
| 2月24日  | 「ぐるぐるDJ TURN!!」&「WOW WAR TONIGHT〜時には起こせよムーヴメント〜」同時購入特典CD Peaky P-key Ver. | Peaky P-key | 「ABSOLUTE」 | テレビアニメ『D4DJ First Mix』挿入歌                                                                                            |
| 4月14日  | 無敵☆moment                                                                                            | Peaky P-key | 「無敵☆moment」 「Ultimate Vista」 | 『D4DJ』関連曲 |
| 7月21日  | D4DJ Groovy Mix カバートラックス vol.2                                                                 | Peaky P-key | 「逆光のフリューゲル」 「CYBER CYBER」 | ゲーム『D4DJ Groovy Mix』関連曲                                                                                                 |
| 8月28日  | なんてカラフルな世界！[D4DJ Remix]                                                                     | D4DJ ALL STARS | 「なんてカラフルな世界！[D4DJ Remix]」 | ゲーム『D4DJ Groovy Mix』関連曲                                                                                                 |
| 9月29日  | Let us sing "Peaky!!"                                                                                  | Peaky P-key | 「Let us sing "Peaky!!"」 「Stormy link」 | 『D4DJ』関連曲 |
| 11月24日 | D4DJ 6ユニット3rd Single連動購入特典CD                                                                 | D4DJ ALL STARS | 「ぷっちみくパーチナィ！」 | 『D4DJ』関連曲 |
| 11月24日 | D4DJ 6ユニット3rd Single連動購入特典CD A ver.                                                          | Peaky P-key | 「ぷっちみくパーチナィ！」 | 『D4DJ』関連曲 |
| 12月16日 | Let's do the 'Big-Bang!' (feat. RINKU)                                                                 | Peaky P-key feat. RINKU（西尾夕香）                                                                               | 「Let's do the 'Big-Bang!'」 | テレビアニメ『D4DJ First Mix』挿入歌                                                                                            |
| 2022年   | | | | |
| 1月26日  | D4DJ Groovy Mix カバートラックス vol.3                                                                 | Peaky P-key | 「紅」 「夢見る少女じゃいられない」 | ゲーム『D4DJ Groovy Mix』関連曲                                                                                                 |
| 4月20日  | Delight to me！【Delight ver.】                                                                        | シークフェルト音楽学院、青嵐総合芸術院、西條クロディーヌ（相羽あいな)、夢大路文（倉知玲鳳)、胡蝶静羽（佐々木未来) | 「Everlasting Show to the SHOW！」 | 舞台『少女☆歌劇 レヴュースタァライト -The LIVE エーデル- Delight』関連曲                                                        |
| 4月27日  | D4DJ Groovy Mix カバートラックス vol.4                                                                 | Peaky P-key | 「アゲハ蝶」 「仮面ライダーBLACK」 | ゲーム『D4DJ Groovy Mix』関連曲                                                                                                 |
| 6月22日  | YEAH SAY YEAHHH!/無限日本列島LOVE/パステルグレイ                                                       | NO PRINCESS | 「YEAH SAY YEAHHH！」 | 劇場アニメ『劇場版IDOL舞SHOW』エンディングテーマ                                                                                |
| 6月22日  | YEAH SAY YEAHHH!/無限日本列島LOVE/パステルグレイ @Loppi・HMV限定盤                                     | NO PRINCESS、三日月眼、X-UC                                                                                       | 「SENRAN! アイドル天下道へ2022」 | 劇場アニメ『劇場版IDOL舞SHOW』テーマソング                                                                                      |
| 7月20日  | D4DJ Groovy Mix カバートラックス vol.5                                                                 | Peaky P-key | 「アンチクロックワイズ」 「Over Soul」 | ゲーム『D4DJ Groovy Mix』関連曲                                                                                                 |
| 9月7日   | Master Peace A ver.                                                                                    | Peaky P-key | 「強想シュプリーム」 「響奏メリーゴーランド」 「Keep it up」 「Deja Boon」 「Ultimate Vista (Master Peace Remix)」                                            | 『D4DJ』関連曲 |
| 9月7日   | Master Peace B ver.                                                                                    | Peaky P-key | 「Stormy link (Master Peace Remix)」 | 『D4DJ』関連曲 |
| 9月7日   | 「Master Peace」2形態同時購入特典 DJクノイチ Special CD                                                | Peaky P-key | 「Electric Spark」 「The Culmination」 | 『D4DJ』関連曲 |
| 9月21日  | レヴューアルバム アルカナ・アルカディア                                                                | 音無いちえ（和氣あず未）、夢大路文（倉知玲鳳）、露崎まひる（岩田陽葵）、大場なな（小泉萌香）                      | 「罪がないのならばそれが罪だ」 | ゲーム『少女☆歌劇 レヴュースタァライト -Re LIVE-』関連曲                                                                        |
| 10月26日 | D4DJ Groovy Mix カバートラックス vol.6                                                                 | Peaky P-key | 「Pretender」 「ご唱和ください我の名を！」 | ゲーム『D4DJ Groovy Mix』関連曲                                                                                                 |
| 12月21日 | DO-OR-DIE                                                                                              | Peaky P-key | 「One's Believing」 「Let’s do it!」 「ABSOLUTE（EG Remix）」 「Wish You Luck（KAN TAKAHIKO Remix）」 「Let’s do the ‘Big-Bang!’（Motsu Cyber Choir Remix）」 | 『D4DJ』関連曲 |
| 2023年   | | | | |
| 1月25日  | D4DJ Groovy Mix カバートラックス vol.7                                                                 | Peaky P-key | 「UNION」 「少年ハート」 | ゲーム『D4DJ Groovy Mix』関連曲                                                                                                 |
| 2月15日  | Maihime                                                                                                | Peaky P-key | 「OVERWHELM!」 | テレビアニメ『D4DJ All Mix』挿入歌                                                                                              |
| 4月19日  | 響乱☆カウントダウン                                                                                    | Peaky P-key | 「響乱☆カウントダウン」 「Ideal Factor」 | 『D4DJ』関連曲 |
| 7月12日  | D4DJ Groovy Mix カバートラックス vol.8                                                                 | Peaky P-key | 「BLACK SHOUT」 「Storyteller」 | ゲーム『D4DJ Groovy Mix』関連曲                                                                                                 |
| 11月29日 | 真夏のInstant                                                                                          | Peaky P-key | 「真夏のInstant」 「Never lose」 | ゲーム『D4DJ Groovy Mix』関連曲                                                                                                 |
| 12月20日 | D4DJ EXCLUSIVE TRACKS                                                                                  | Happy Around!×Peaky P-key                                                                                         | 「Peaky Around!!」 | テレビアニメ『D4DJ All Mix』挿入歌                                                                                              |
| 12月20日 | D4DJ EXCLUSIVE TRACKS                                                                                  | D4DJ ALL STARS | 「LOVE!HUG!GROOVY!! +nova」 | ゲーム『D4DJ Groovy Mix』関連曲                                                                                                 |
| 12月20日 | D4DJ EXCLUSIVE TRACKS                                                                                  | Peaky P-key | 「電乱★カウントダウン（DJ Genki Remix）」 | ゲーム『D4DJ Groovy Mix』関連曲                                                                                                 |
| 12月27日 | Runner                                                                                                 | 萩原ひまわり 【ウタヒメドリーム】（倉知玲鳳）                                                                     | 「Runner」 | 『ウタヒメドリーム』関連曲 |
| 2024年   | | | | |
| 4月24日  | D4DJ Groovy Mix カバートラックス vol.9                                                                 | Peaky P-key | 「Give a reason」 「NO MORE CRY」 | ゲーム『D4DJ Groovy Mix』関連曲                                                                                                 |
| 5月22日  | D4DJ XROSS∞BEAT                                                                                        | Peaky P-key×Photon Maiden                                                                                         | 「Eight Tones」 | ゲーム『D4DJ Groovy Mix』関連曲                                                                                                 |
| 5月22日  | D4DJ XROSS∞BEAT                                                                                        | Peaky P-key×Abyssmare                                                                                             | 「NUMBER 1 and ONLY!!!!」 | ゲーム『D4DJ Groovy Mix』関連曲                                                                                                 |
| 8月14日  | Triumphal                                                                                              | Peaky P-key | 「PEAKY FORCE」 「hanamuke」 「Let's do the 'Big-Bang!' EG NURemix」                                                                                          | 『D4DJ』関連曲 |
| 8月14日  | Triumphal                                                                                              | 清水絵空（倉知玲鳳）                                                                                              | 「ふわふわ時間」 | ゲーム『D4DJ Groovy Mix』関連曲                                                                                                 |
| 8月28日  | ノーギフテッド                                                                                         | ウタヒメドリーム オールスターズ                                                                                   | 「ノーギフテッド」 | テレビアニメ『俺は全てを【パリイ】する 〜逆勘違いの世界最強は冒険者になりたい〜』 エンディングテーマ 『ウタヒメドリーム』関連曲 |
| 8月28日  | ノーギフテッド                                                                                         | ウタヒメドリーム オールスターズ                                                                                   | 「ウタヒメドリーム」 | 『ウタヒメドリーム』関連曲 |
| 9月10日  | ビューティフル・ドリーマー                                                                             | 萩原ひまわり 【ウタヒメドリーム】（倉知玲鳳）                                                                     | 「ビューティフル・ドリーマー」 | 『ウタヒメドリーム』関連曲 |
| 10月24日 | カルドアンシェル パッケージ限定版付属サウンドトトラックCD                                              | 水鏡環（倉知玲鳳）                                                                                                | 「マジカルMotion」 | ゲーム『カルドアンシェル』関連曲 ゲーム『精霊機フレイリート』エンディングテーマ                                                 |
| 2025年   | | | | |
| 1月24日  | WON'T BE LONG                                                                                          | ライオンガールズ【ウタヒメドリーム】                                                                              | 「WON'T BE LONG」 | 『ウタヒメドリーム』関連曲 |
| 3月5日   | SUPERSTAR                                                                                              | Happy Around!・Peaky P-key・Photon Maiden・Merm4id・燐舞曲・Lyrical Lily・UniChØrd                                | 「SUPERSTAR」 | ゲーム『D4DJ Groovy Mix』関連曲                                                                                                 |
| 3月5日   | 恋心                                                                                                   | Peaky P-key | 「恋心」 | ゲーム『D4DJ Groovy Mix』関連曲                                                                                                 |
| 3月26日  | 月光                                                                                                   | 萩原ひまわり 【ウタヒメドリーム】（倉知玲鳳）                                                                     | 「月光」 | 『ウタヒメドリーム』関連曲 |
| 3月28日  | ふれふれ、キミの春                                                                                     | 夢咲いぶき（山﨑玲奈）、萩原ひまわり（倉知玲鳳） feat.竹澤汀                                                      | 「光るなら」 | 『ウタヒメドリーム』関連曲 |